# Urszula Wachowska
Urszula Wachowska (ur. 24 października 1938 w Łoknicy, zm. 10 stycznia 2007) – polska polityk, nauczycielka, posłanka na Sejm III kadencji.

## Życiorys
Ukończyła w 1965 studia na Wydziale Filologiczno-Historycznym Wyższej Szkoły Pedagogicznej. Do czasu przejścia na emeryturę w latach 80. pracowała jako nauczycielka języka polskiego m.in. w poznańskim Technikum Kolejowym. W 1980 współtworzyła lokalne struktury nauczycielskiej „Solidarności”. W latach 1990–1994 zasiadała w radzie miasta Poznania, w której kierowała Komisją Oświaty i Wychowania.
W okresie 1997–2001 sprawowała mandat posła na Sejm III kadencji z ramienia Akcji Wyborczej Solidarność. W 2001 bezskutecznie ubiegała się o reelekcję, później wycofała się z polityki.
Działała w Porozumieniu Polskich Chrześcijańskich Demokratów, Polskiej Federacji Stowarzyszeń Rodzin Katolickich i Akcji Katolickiej.

## Odznaczenia
- Krzyż Komandorski Orderu Odrodzenia Polski (2025, pośmiertnie)[2][3]